# Wasylkowce (przystanek kolejowy)
Wasylkowce (ukr. Васильківці, ros. Васильковцы) – przystanek kolejowy w miejscowości Wasylkowce, w rejonie husiatyńskim, w obwodzie tarnopolskim, na Ukrainie.
Stacja kolejowa Wasylkowce powstała w czasach austro-węgierskich na linii Galicyjskiej Kolei Transwersalnej. W czasach austriackich i polskich była to stacja kolejowa, w późniejszym okresie została zdegradowana do roli przystanku.